# Kodagahalli, Tirumakudal Narsipur
Kodagahalli là một làng thuộc tehsil Tirumakudal Narsipur, huyện Mysore, bang Karnataka, Ấn Độ.